# Chiguancodrossel
Die Chiguancodrossel (Turdus chiguanco)  ist ein Singvogel aus der Familie der Drosseln (Turdidae).
Das Artepitheton kommt aus der Aymarasprache.

## Geografische Variation
Es werden folgende Unterarten anerkannt:
- T. c. conradi Salvadori & Festa, 1899 – von Ecuador bis Peru.
- T. c. chiguanco d’Orbigny & Lafresnaye, 1837 – entlang der Küste von Peru, Bolivien und den Norden Chiles.
- T. c. anthracinus Burmeister, 1842 – von Süd-Bolivien und Nordosten Chiles bis West-Argentinien.

## Merkmale
Der Vogel misst 27–28 cm, wiegt 107 g. Die Oberseite ist einfarbig olivgrau bis -braun, die Unterseite etwas heller, Schnabel und Beine sind gelb. Die Iris rot bis kastanienbraun.

## Vorkommen
Die Chiguancodrossel ist ein Vogel Südamerikas und findet sich in Argentinien, Bolivien, Chile, Ecuador und Peru.
Er bevorzugt tropische oder subtropische Buschlandschaften, Agrarflächen mit frei stehenden Bäumen, Büschen und Hecken, aber auch Gärten und Parks.

## Verhalten
Der Vogel ernährt sich von Insekten und Regenwürmern, Früchten und Beeren.
Die Brutzeit liegt im Dezember.

## Gefährdungssituation
Die Chiguancodrossel gilt als nicht gefährdet (Least Concern).